# Woroszyłowiec

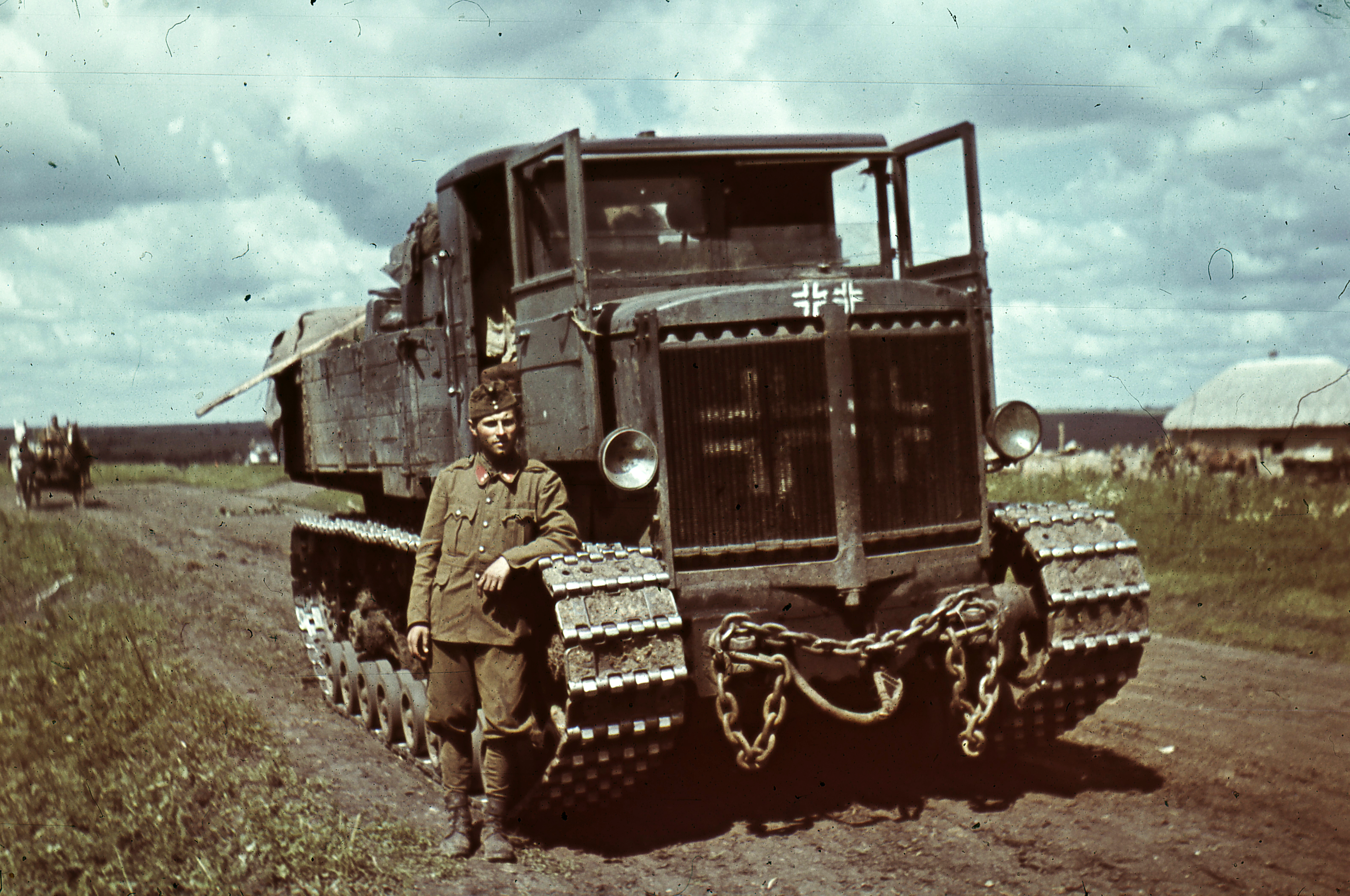
Woroszyłowiec zdobyty przez Węgrów podczas II wojny światowej

Woroszyłowiec (ros. Ворошиловец) – radziecki ciężki ciągnik gąsienicowy dużej mocy, przeznaczony specjalnie dla ciężkiej artylerii oraz wojsk pancernych jako ciągnik ewakuacyjny (do holowania uszkodzonych czołgów średnich i ciężkich).

## Historia
W 1935 radziecki Główny Zarządu Artylerii oraz Główny Zarząd Broni Pancernych, wspólnie zleciły Charkowskiej Fabryce Parowozów (ChPZ, od 1936: Zakład nr 183) skonstruowanie nowego ciężkiego ciągnika. Miał on zastąpić ciągniki typu Komintern. Projekt powstał w biurze konstrukcyjnym działu traktorów fabryki. Głównym konstruktorem był N. Zubariew. Nowo opracowany w fabryce był również, przewidywany początkowo jako napęd, silnik Diesla BD-2 o mocy 400 KM, w układzie V12. Ostatecznie zastosowano silnik W-2W o mocy 375 KM, unifikowany z silnikiem czołgu T-34. Ciągnik otrzymał nazwę na cześć ludowego komisarza obrony Klimienta Woroszyłowa. 
Prototyp ciągnika został zbudowany w 1936. Próby i dopracowywanie konstrukcji zajęły kolejne lata, po czym w lecie 1939 ciągnik ukończył badania wojskowe i został przyjęty do uzbrojenia Armii Czerwonej. Pod koniec 1939 ChPZ rozpoczęła jego produkcję seryjną. Na skutek konieczności ewakuacji fabryki na wschód, po wybuchu wojny z Niemcami, produkcję Woroszyłowców w ChPZ przerwano z końcem sierpnia 1941. Produkcję podjęła Stalingradzka Fabryka Traktorów (STZ) w której ciągniki budowano do sierpnia 1942. Ogółem zbudowano 1123 ciągniki tego typu.
Ciągniki Woroszyłowiec były używane przez Armię Czerwoną do końca II wojny światowej. W dniu 22 czerwca 1941, było ich 800, 1 lipca 1941 – 975. 1 września 1942 stan ciągników spadł do 528, a pod koniec wojny było ich 336. Stosunkowo niewielka, nieznana liczba ciągników została zdobyta przez Niemców, którzy wcielili je do służby pod oznaczeniem Stalin-607(R). 
W latach 1943–1945 kilka tego typu pojazdów przekazano ludowemu Wojsku Polskiemu, w którym wykorzystywano je głównie w jednostkach wojsk pancernych (według etatów po 1–2 sztuki) zgodnie z pierwotnym przeznaczeniem, choć osiągi i zdolność holowania były już niewystarczające w stosunku do wzrostu ciężaru zasadniczych typów czołgów i dział samobieżnych. Ciągniki posiadały nadwozie osadzone na ramie, zamkniętą metalową kabinę kierowcy, oraz drewnianą skrzynię ładunkową nakrywaną płachtą brezentową.

## Opis konstrukcji
Pojazd miał układ klasyczny, zbliżony do ciężarówki. Zastosowano dwa czterokołowe wózki jezdne. Z przodu pojazdu, tuż za silnikiem, znajdowała się obszerna trzyosobowa zakryta kabina załogi. Za kabiną znajdowała się skrzynia ładunkowa, mogąca pomieścić obsługę holowanego działa (maksymalnie do 16 osób) oraz zapas amunicji. Podczas wojny, z powodu braku silników W2-W (przeznaczonych w całości dla czołgów), montowano w ciągnikach także silniki gaźnikowe typu M-17T o mocy 400 KM, używane do napędu czołgów BT-7 oraz silniki Diesla W-4 o mocy 300 KM w układzie V-6.

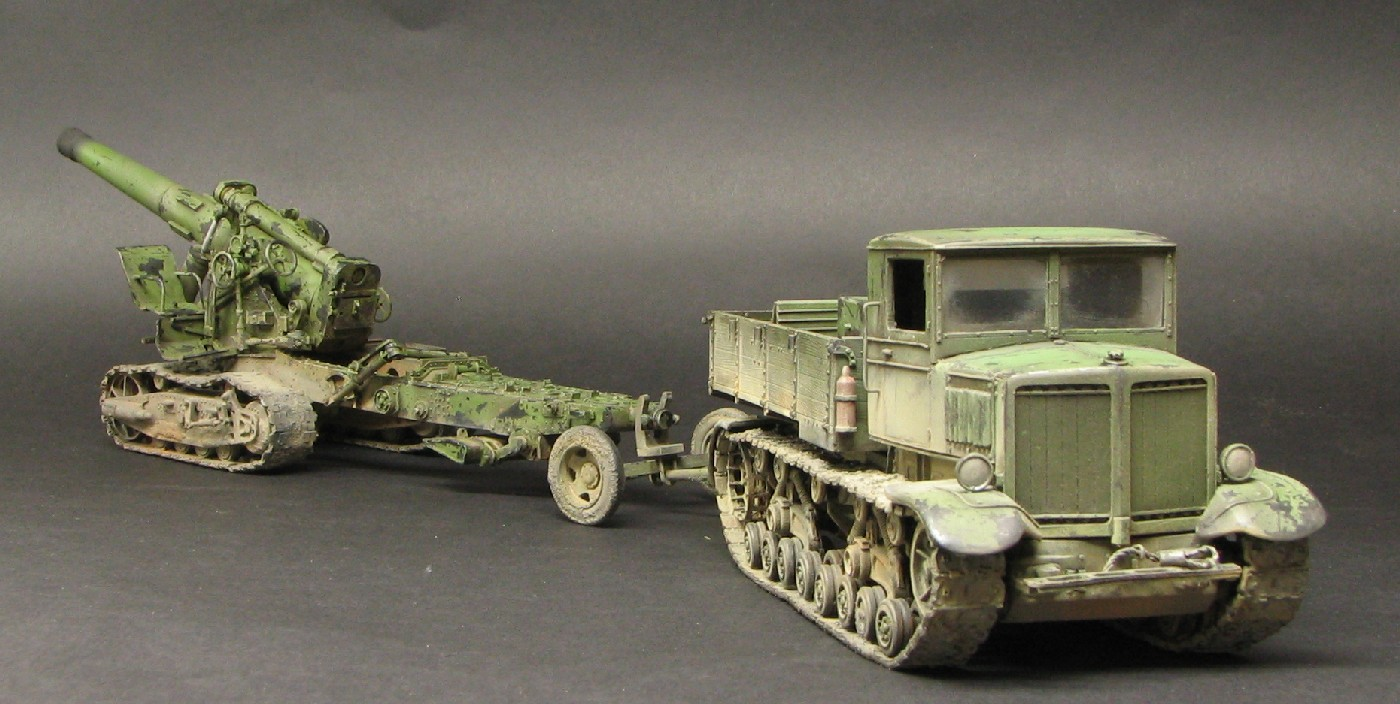
Model ciągnika Woroszyłowiec, holującego 203 mm haubicę wz. 1931